# サン＝マルタン＝デュ＝ヴァール
サン＝マルタン＝デュ＝ヴァ―ル （Saint-Martin-du-Var）は、フランス、プロヴァンス＝アルプ＝コート・ダジュール地域圏、アルプ＝マリティーム県のコミューン。

## 地理
コミューンは、19世紀半ばに堤防の実現によってヴァール川から獲得した土地に広がっている。かつてのテロワールであるラ・ロケット＝サン＝マルタンの丘の上に広がり、面積は559ヘクタールである。コミューンは県道6202号線の近くに位置する。この県道は、ニースから26km離れた深い渓谷を通ってさらに北へ数キロの高山地帯に向かう。ヴァール川に加えて、エステロン川がコミューンを横切る。コミューンはユバックとレカストロンの谷で構成される。

## 歴史
コミューンは、1867年に隣接するコミューンのラ・ロケット＝サン＝マルタンから分離して誕生した。サン＝マルタンとは、カロリング朝時代に創設されたニースのサン＝ポンス修道院が所有していたヴィッラの名前である。
1793年9月に発生したジレットの戦いは、対フランス同盟国軍に対する革命軍の後退を押しとどめた象徴的なものである。ピエモンテおよびニース軍（サルデーニャ勢）を指揮していたヴィンス元帥は、デュゴミエ将軍が十分な守りを固めた、要塞化されたジレット村を攻略することができなかった。数回の戦いで、数百人が命を落とした。
このエピソードを画家ローンが描き、ヴェルサイユのバタイユ・ギャラリーに展示された。サン＝マルタンはこれらの戦いでフランス側の後方基地の役割を果たした。サン＝マルタンの人々は、デュゴミエ側の兵士たちがヴァール川を通過するのを容易にした。教会のファサードに埋め込まれている大砲の玉は、彼らの支援を認めたフランスの将軍によって提供されたと伝えられている。
1944年8月の戦いは、ルヴァンに対するドイツの反撃の一環だった。8月19日から8月24日の間に数人のレジスタンス戦闘員が殺害された。

## 人口統計
2015年時点のコミューンの人口は2882人で、2010年時点の人口と比較して11.88%増であった。
| 1962年 | 1968年 | 1975年 | 1982年 | 1990年 | 1999年 | 2006年 | 2015年 |
| ------ | ------ | ------ | ------ | ------ | ------ | ------ | ------ |
| 1072   | 1180   | 1318   | 1528   | 1869   | 2197   | 2463   | 2882   |

参照元:1962年から1999年までは複数コミューンに住所登録をする者の重複分を除いたもの。それ以降は当該コミューンの人口統計によるもの。1999年までEHESS/Cassini、2006年以降INSEE。